# Амвросий Мосхонисийский
Амвросий Мосхонисийский (греч. Αμβρόσιος Μοσχονησίων, в миру Амвросий Плиантидис, греч. Αμβρόσιος Πλειανθίδης; 1872, Смирна, Османская империя — 15 сентября 1922, Мосхонисия) — епископ Константинопольской православной церкви, митрополит островов Мосхонисиа.
Казнён турецкой армией в августе 1922 года по окончании греко-турецкой войны 1919—1922 года.
Канонизирован Элладской православной церковью в 1992 году.

## Биография
Амвросий родился в османском городе Смирна (ныне Измир) в 1872 году. Поступил в Эвангелическую школу в своём родном городе в 1893 году. По завершении учёбы Амвросий стал архидьяконом в соседней митрополии Гелиополиса и Тиатеры, с резиденцией в городе Айдын.
Амвросий продолжил свою учёбу в Теологической школе Иерусалима и в 1895 году поступил в Киевскую духовную академию, после чего стал священником греческой общины в городе Феодосия в Крыму, а затем в городах Симферополь и Севастополь.
В 1910 году Амвросий вернулся в Смирну, где проповедовал в местной митрополии при митрополите Хризостоме. В период Первой мировой войны и турецких гонений на христианское население Малой Азии, Амвросий замещал, сосланного турками, митрополита Хризостома.
С 1919 года Амвросий, в качестве экзарха Константинопольского патриарха, находится на острове Кунда, одном из островов архипелага Мосхонисиа, напротив города Кидониес (ныне Айвалык).

## Малоазийская катастрофа

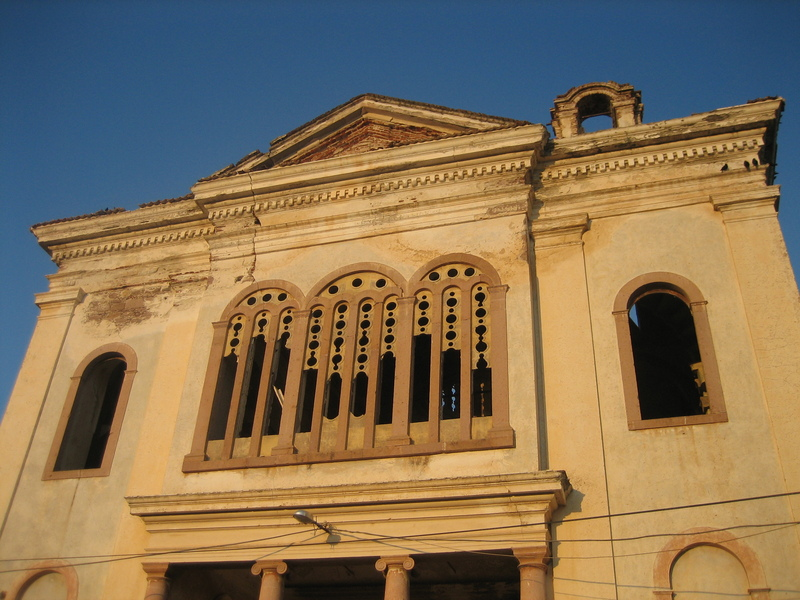
Сожжённая и заброшенная греческая православная церковь на острове Кунда.

В мае 1919 года греческая армия по мандату Антанты взяла регион под свой контроль и Мосхонисиа вошли в оккупационную зону Смирны. Мандат предписывал Греции контроль региона на 5 лет (до проведения референдума). Греческая армия ввязалась в бои с кемалистами. Межсоюзнические антагонизмы привели к тому, что Италия первой стала оказывать поддержку туркам (которым уже оказывала помощь советская Россия). Между тем в Греции на выборах победили монархисты. Монархистское правительство имело анти-антантовскую предысторию в начале Первой мировой войны, что стало поводом для приостановки любого содействия со стороны союзников. Греческая армия попыталась завершить войну и нанести стратегическое поражение кемалистам в победном для греческого оружия Сражении при Афьонкарахисаре-Эскишехире.
Но турки, несмотря на их поражение, успели выйти из окружения и произвели стратегический отход на восток за реку Сакарья. Перед греческим руководством встала дилемма. Греция находилась в состоянии войны с 1912 г. Страна была истощена и ждала мира. Армия устала и ждала демобилизации. Именно обещание прекратить войну позволило монархистам выиграть выборы у Элефтериоса Венизелоса. Предполагаемая стратегическая окончательная победа обернулась лишь ещё одним тактическим поражением турок. Король Константин I, премьер-министр Димитриос Гунарис и генерал Папулас, Анастасиос встретились в Кютахье для обсуждения будущего кампании.
Политическая ситуация складывалась не в пользу Греции. Греция была вовлечёна в малоазийский поход Антантой, но война превращалась в греко-турецкую. Из союзников Италия уже сотрудничала с кемалистами; Франция, обеспечив свои интересы, тоже пошла по этому пути; поддержка Англии носила вербальный характер.
Перед греческим руководством стоял выбор из трёх вариантов:
1. уйти из Малой Азии и закрепить за собой Восточную Фракию (сегодняшняя Европейская Турция). Но это означало бросить на произвол судьбы коренное греческое население Ионии.
2. занять оборонную позицию.
3. идти за турками и брать Анкару, ставшую центром турецкого сопротивления. Для этого похода сил у Греции было недостаточно. К тому же часть сил нужно было оставить для контроля за растянувшимися коммуникациями. Командование торопилось закончить войну и, не прислушиваясь к голосам сторонников оборонной позиции, приняло решение наступать далее. После месячной подготовки, которая и туркам дала возможность подготовить свою линию обороны, 7 греческих дивизий форсировали Сакарью и пошли на восток.

Греческая армия не смогла взять Анкару и в порядке отошла назад за Сакарью. Как писал греческий историк Димитрис Фотиадис «тактически мы победили, стратегически мы проиграли». Монархистское правительство удвоило подконтрольную ему территорию в Малой Азии, но возможностями для дальнейшего наступления не располагало. Одновременно, не решив вопрос с греческим населением региона, правительство не решалось эвакуировать армию из Малой Азии. Фронт застыл на год. Через год, в августе 1922 года, инициатива перешла к туркам и фронт был прорван.
К тому времени, Амвросий, с 19 февраля 1922 года, стал митрополитом новой митрополии архипелага Мосхонисия, с резиденцией на острове Кунда.
Большинство населения архипелага решило не оставлять Отечество и не последовало за уходящей греческой армией.
15 сентября 1922 года 6 тысяч человек гражданского населения, практически всё население архипелага, было убито турецкими войсками и иррегулярными четами. Амвросий, вместе с 9 другими священниками, был заживо закопан.
Эванглос Харитопулос пишет что Амвросий, после пыток, был заживо сожжён.

## Канонизация
Амвросий был канонизирован в 1992 году Элладской православной церковью, провозгласившей его святым и мучеником нации (греч. Εθνομάρτυρας). Память Святых Хризостома Смирнского, Григория Кидонийского и, вместе с ними, святых архиереев Амвросия Мосхонисийского, Прокопия Иконийского, Евфимия Зилоского, а также священников и мирян, погубленных во время Малоазийской Катастрофы совершается каждое воскресение перед Воздвижением Креста Господня.